# 陳光華 (1496年)
陳光華（1496年—？），字道蘊，號竹莊，福建興化府莆田縣人，明朝政治人物。

## 生平
福建鄉試第二十三名。嘉靖八年（1529年）登己丑科三甲九十五名進士。授直隸祁門縣知縣，因母喪歸。嘉靖十五年（1536年），授直隸溧水縣知縣。入爲南京刑部主事，升郎中，出爲雲南雲南府知府，遷山東轉運副使，陞貴州參政，三十五年正月拾遗调用。

## 家族
曾祖父陳立紀；祖父陳元鳳；父陳桂。母李氏。具庆下。兄陳光明（贡士）。弟光春、光景、光晏。